# Бобрица (Васильковский район)
Бобрица (укр. Бобриця) — село, входит в Васильковский район Киевской области Украины.
Население по переписи 2001 года составляло 29 человек. Почтовый индекс — 08619. Телефонный код — 4571. Занимает площадь 0,283 км². Код КОАТУУ — 3221482002.

## Местный совет
08621, Київська обл., Васильківський р-н, с.Данилівка, вул.Калініна,120